# Arthur Penty
Arthur Joseph Penty, né le 17 mars 1875 et mort le 19 janvier 1937, est un architecte et écrivain anglais sur le socialisme de guilde et le distributisme. Il fut d'abord un membre de la Société fabienne, et disciple des penseurs victoriens William Morris et John Ruskin. On lui attribue généralement la formulation d'une forme socialiste chrétienne de la guilde médiévale, comme base alternative pour la vie économique.
Penty est l'aîné des deux fils de l'architecte Walter Green Penty de York, concepteur du York Institute of Art, Science and Literature. Alors qu'il était élève et assistant de son père, Penty a absorbé l'esprit du mouvement Arts and Crafts et du mouvement progressiste de Glasgow.

## Jeunesse
Arthur Penty est né au 16 Elmwood Street, dans la paroisse de St Lawrence, à York. Il est le deuxième fils de Walter Green Penty (1852-1902), architecte, et de sa femme, Emma Seller. Après avoir fréquenté l'école St Peter à York, il a été apprenti en 1888 auprès de son père.

## Architecte à York
Lorsque, dans les années 1890, Penty rejoint le cabinet d'architecture de son père, aujourd'hui rebaptisé Penty & Penty, "une nette amélioration de la qualité et de l'originalité du travail de l'agence" s'ensuit. Parmi les bâtiments de Walter et Arthur Penty qui ont survécu, on trouve :
- 1894 : The Bay Horse, une maison publique à Marygate.
- 1895-6 : Rowntree Wharf sur la rivière Foss, à l'origine un entrepôt de farine pour Leetham's Mill, qui a brûlé en 1931, maintenant des appartements et des bureaux.
- 1899 : Aumôneries du Mémorial Terry à Skeldergate.
- 1900-02 : Bâtiments dans River Street, Colenso Street et Lower Darnborough Street dans la zone de Clementhorpe au sud de la rivière Ouse.

Il attire l'attention au niveau national et même international, notamment par un avis favorable dans Das englische Haus (1904) de Herman Muthesius.
Son frère cadet, Frederick T. Penty (1879-1943) a repris l'affaire après la mort de leur père. L'autre frère cadet d'Arthur, George Victor Penty (1885-1967), a émigré en Australie pour poursuivre une carrière dans l'industrie de la laine.

## Déménagement à Londres
Vers 1900, Penty avait rencontré A. R. Orage ; avec Holbrook Jackson, ils fondèrent le Leeds Arts Club. Penty quitte le bureau de son père en 1901, et s'installe à Londres en 1902 pour poursuivre son intérêt pour le mouvement des arts et de l'artisanat. Orage et Jackson le suivent en 1905 et 1906 ; Penty est en fait le premier, et Orage l'héberge dans ses premières tentatives de vivre de l'écriture.

## Influence
Pendant un temps, à partir de 1906, les idées de Penty ont eu une grande influence. Orage, en tant qu'éditeur du en:The New Age, s'est converti au socialisme de guilde. Après la Première Guerre mondiale, le socialisme de guilde a reculé en tant que facteur dans la pensée du mouvement travailliste britannique, en général ; l'idée de post-industrialisme, sur laquelle Penty a écrit, attribuant le terme à A. K. Coomaraswamy, a perdu de son importance face aux conditions économiques. Plusieurs des livres de Penty ont été traduits en allemand au début des années 1920. Penty a eu une influence reconnue sur les écrits de l'Espagnol Ramiro de Maeztu (1875-1936), qui a été assassiné par les communistes au début de la guerre civile espagnole.

## Penty le distributiste
Le développement britannique quelque peu complexe du distributisme est apparu comme une conjonction des idées de Penty, Hilaire Belloc et des Chesterton, Cecil et Gilbert. Il reflète en partie une première rupture avec les socialistes fabiens de tout le groupe New Age, sous la forme du groupe Fabian Arts de 1907.